# 布洛維采

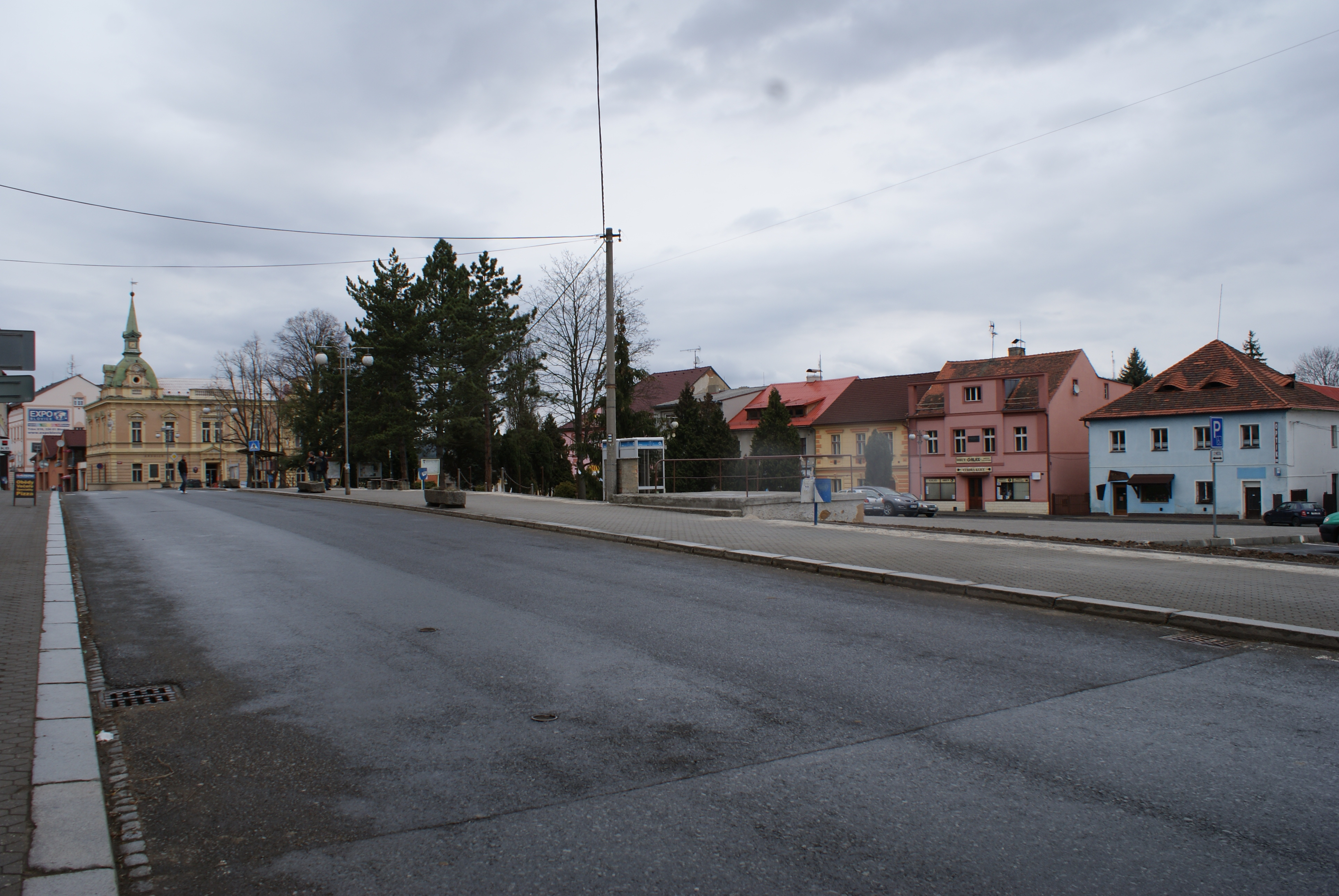

布洛維采是捷克的城鎮，位於該國西部烏斯拉瓦河畔，距離首府皮爾森25公里，由比爾森州負責管轄，面積28.95平方公里，海拔高度387米，2006年人口4,019。

## 外部連結
- Official website （页面存档备份，存于） （捷克文）
- Blovice website in English （英文）